# James Quincey
James Robert B. Quincey, född 8 januari 1965 i London, är en brittisk företagsledare som är styrelseordförande och VD för världens största dryckestillverkare, The Coca-Cola Company. Innan dess arbetade han på olika chefsbefattningar med ansvar för de latinamerikanska, mexikanska, nordiska och europeiska marknaderna, var Coca-Colas COO (2015–2017) och president (2015–2018).
Quincey avlade en kandidatexamen i elektroteknik vid Liverpools universitet.